# 19-та дивізія підводних човнів (Імперський флот)
19-та дивізія підводних човнів (Імперський флот) — підрозділ Імперського флоту Японії, кораблі якого взяли участь у Другій світовій війні.
До дивізії входили великі підводні човни типу KD3 — I-56, I-57 (завершені будівництвом у 1929 році) та I-58 (завершений у 1928-му).
30 листопада 1929-го 19-та дивізія була включена до 2-ї ескадри підводних човнів. В 1935-му її перевели у 1-шу ескадру, а в 1939 році — до 4-ї ескадри підводних човнів, у складі якої вона і перебувала на момент вступу Японії у Другу світову.
1 грудня 1941-го, за кілька діб до відкриття бойових дій, всі три човни дивізії вирушили з порту Самах (китайський острів Хайнань) до визначених їм районів у Південнокитайському морі, де разом з кораблями інших підрозділів мали сформувати патрульну лінію поблизу півострова Малакка (на останній планувалось висадити десант в той же день, коли ударне авіаносне з'єднання атакує Перл-Гарбор). Під час цього походу вночі 10 грудня І-58 виявився на шляху руху британського з'єднання та послідовно атакував два лінкори, проте не досягнув успіху (це була перша в історії японського підводного флоту атака по лінійному кораблю). Інший підводний човен дивізії потопив транспортне судно, а 20 грудня всі три її кораблі прибули до бухти Камрань (центральна частина узбережжя В'єтнаму).
28 грудня 1941-го кораблі дивізії вирушили у другий похід, який тривав до 16—18 січня 1942-го. Два човни діяли у східній частині Яванського моря, а один — на південь від острова Ява, при цьому всі вони досягнули успіху, знищивши в сукупності 6 транспортних суден.
До середини березня І-56 встиг здійснити ще два походи, а І-58 — один (І-57 не зміг приєднатись до цих дій через епідемію дизентерії серед екіпажу). В усіх випадках човни діяли на південь від Яви, при цьому завдяки І-58 бойовий рахунок дивізії збільшився ще на два судна.
10 березня 1942-го 4-та ескадра підводних човнів була розформована і 19-ту дивізію підпорядкували 5-й ескадрі. 13—20 березня 1942-го кораблі дивізії здійснили перехід до Куре.
10 квітня 1942-го до складу 19-ї дивізії передали четверту субмарину — I-59, яка раніше відносилась до розформованої 28-ї дивізії підводних човнів.
У травні всі кораблі дивізії прибули на атол Кваджелейн (Маршаллові острови), а до кінця місяця вирушили звідси в межах операції проти атола Мідвей (на той час вони вже мали нові найменування — І-156, І-157, І-158 та І-159). 19-та дивізія мала взяти участь у формуванні завіси між Мідвеєм та основною групою Гавайських островів, при цьому за час походу лише І-156 зустрів ворожі кораблі (флотський танкер у супроводі двох есмінців), проте так і не зміг зайняти положення для атаки. У підсумку кораблі повернулись на Кваджелейн, звідки вийшли 22 червня до Японії.
10 липня 1942-го 5-ту ескадру підводних човнів розформували, а 19-ту дивізію підпорядкували військово-морському округу Куре. Можливо відзначити, що в Куре протягом війни діяла навчальна ескадра підводних човнів, при цьому, з огляду на вік кораблів 19-ї дивізії, вони після повернення з мідвейського походу надалі використовувались саме для обслуговування навчального процесу.
У 1944-му до 19-ї дивізії почали включати інші підводні човни, так само старих типів KD. Так, існують дані, що 31 січня їй підпорядкували I-155 із розформованої 18-ї дивізії (втім, тоді ж цей застарілий корабель розмістили на відстій без екіпажу біля причалу в Куре). 25 червня 1944-го до 19-ї дивізії віднесли I-162, який незадовго до того передали до Куре після розформування 30-ї дивізії. А 15 грудня 1944-го 19-та дивізія поповнилась I-165, який вивели з активної служби у 8-й ескадрі підводних човнів.
20 квітня 1945-го 19-ту дивізію розформували. Всі шість придатних до походів човнів — І-156, І-157, І-158, І-159, І-162 та І-165 — перевели до 34-ї дивізії, де їх почали готувати до транспортування та застосування керованих торпед «Кайтен».